# Център Халкалъ
„Център Халкалъ“ (на турски: Halkalı Merkez) е квартал на Истанбул, разположен в градска околия Кючюкчекмедже. Общата му площ е 4,4 км2. Според данни на Адресната система за регистриране на населението (ABPRS) към 2023 г. населението на „Център Халкалъ“ е 80 017 жители.